# Anthony Joseph Testa
Anthony Joseph Tony Testa (nascido em 31 de março de 1987, Fort Collins, Colorado, EUA) é um coreógrafo americano, diretor criativo, educador e dançarino.  .

## História
Testa começou a dançar aos oito anos de idade em sua cidade natal, Fort Collins, Colorado, na Academia de Artes Westin e Academia de Dança Artística Fusion.  Sua carreira como coreógrafa começou quando ele fez uma vídeo de demonstração caseirao usando a câmera de vídeo da mãe. Em 2002 Tony foi escolhido pelo coreógrafo Brian Friedman para fazer uma turnê com Aaron Carter para o seu "Jukebox" Tour. Em sua vídeo de demonstração foi visto por Janet Jackson, que o contratou para coreografar em sua turnê promocional nesse ano. 
Testa também coreografou para Britney Spears, e para Nickelodeon's "Dance on Sunset" (2008). Em 2010, ele começou a coreografar para Kylie Minogue e passou a fazer seus músicas "All The Lovers", "Melhor do que hoje" e "Get Outta My Way". Ele foi o Diretor Associado e Coreógrafo por sua turnê mundial "Aphrodite: Les Folies" (2011).
Testa foi contratado pelo diretor Kenny Ortega como coreógrafo associado para a turnê final de Michael Jackson "This Is It", "Dancing With The Stars" feat. Corbin Bleu, "The Rocky Horror Picture Show" Benefício para The Painted Turtle, e o filme remake "Dirty Dancing".
Em novembro de 2011, a Testa co-dirigiu a abertura dos American Music Awards com Wade Robson. Mais tarde, naquele ano, ele continuou como Diretor Criativo para a 1ª Temporada de "The Voice UK" e para uma direção em Saturday Night Live (Temporada 37, Episódio 18).
Em 2012, Tony Testa coreografou para o boygroup de K-pop SHINee em seu video de música "Sherlock" , que ganhou o prêmio de "Best Dance Performance Male Group" no MNET Asian Music Awards 2012. Desde então, ele também Coreografou os vídeos de música e as apresentações ao vivo da "Dream Girl", "Everybody",  e "Married to the Music" de SHINee, bem como o "Catch Me" da TVXQ (conhecido na Coréia como 'Hulk Dance') e Something . Testa coreografou a música "Mamacita" do Super Junior. Para o EXO, Testa coreografo "Wolf" e "Overdose" do grupo. Ele também foi seu diretor de arte para o primeira turnê  do EXO, intitulado "The Lost Planet".  Ele também coreografou "Lion Heart" do girlgroup SNSD em parceiria com outro coreografo da SM Entertainment, Shim Jae-won . Depois trabalhou em coreografias para o NCT, como"Fire Truck", "My First and Last", "Cherry Bomb" e "We Young".  
Testa é um educador de dança para as convenções de dança "New York City Dance Alliance"  e "Monsters Of Hip Hop",  e um orador convidado na conferência TEDx em Los Angeles em junho de 2013.

## Coreografias Adicionais
- Concerto para a cantora Demi Lovato - Coreografo (2011)
- Tour Promocional para a cantora Britney Spears. - Coreógrafo (2008) [20]
- Concerto Promocional para a cantora Janet Jackson & Nelly. Aired at NBC Today Show - Co-coreógrafo (2006)
- Vídeos de música para a cantora Kylie Minogue. Músicas intituladas "Get Outta My Way" e "All the Lovers" - 2010
- Artigo da revista Dance Spirit. (2008) [20]

## Diretor
- A performance ao vivo da AMA para a cantora Nikki Minaj e DJ David Guetta. - Co-diretor criativo e coreógrafo (20 de novembro de 2011)
- Saturday Night Live para a banda One Direction. - Diretor Criativo (7 de abril de 2012)
- The Voice UK - Temporada 1. - Diretor criativo (28 de abril - 3 de maio de 2012)
- Concerto para a cantora Kylie Minogue. Nome do passeio: Afrodite: Les Folies World Tour. - Diretor Associado e Coreógrafo (19 de fevereiro de 2011 a 14 de julho de 2011) [19]
- Leicester Square Theatre show para Miss Polly Rae: The Hurly Burly Show. - Diretor Associado (2011)
- Primeira turnê do EXO, EXO from EXOPlanet #1 - The Lost Planet - Diretor de Arte. (2014)